# Teatre romà de Volterra
El Teatre romà de Volterra a la regió de Toscana a Itàlia és un teatre romà de la darreria del segle i aC en un conjunt de lleure que contenia també unes termes.
Va excavat des del 1951 per l'arqueòleg Enrico Fiumi al llogaret de Vallebuona, amb l'ajuda dels pacients de l'hospital psiquiàtric de Volterra.

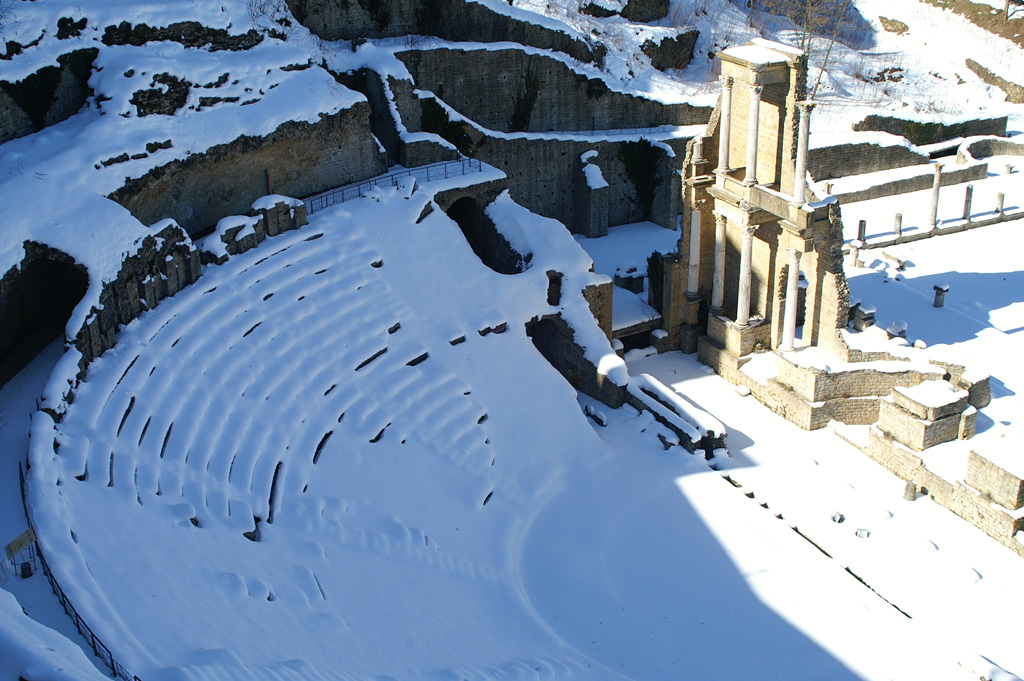
El Teatre romà de Volterra nevat al març 2005

Un epigrama a una llàpida trobada durant les excavacions explica que la família benestant dels Caecina va finançar l'obra. Les obres van començar l'any 1 aC i es van acabar l'any 20 dC. Va ser construït aprofitant el pendent natural del turó de San Pietro, segons la moda dels teatres grecs, el que li va donar una acústica natural excel·lent. A l'origen tenia una capacitat d'uns dos mil espectadors. A la darreria del segle iii, va ser abandonat, probablement després un terratrèmol.
A prop s'hi va instal·lar una planta tèrmica.
Des de 1994, s'hi fa un festival internacional de teatre, creat per Simon Domenico Migliorini que volia alhora despertar les autoritats a fer avançar la restauració del conjunt i donar una nova vida a les ruïnes.